# Grand Prix Formule 1 van Monaco 1975
De Grand Prix Formule 1 van Monaco 1975 werd gehouden op 11 mei 1975 in Monaco.

## Uitslag
| Positie | Nummer | Rijder                | Team            | Ronden | Tijd/Opgave | Startplaats | Punten |
| ------- | ------ | --------------------- | --------------- | ------ | ----------- | ----------- | ------ |
| 1       | 12     | Niki Lauda            | Ferrari         | 75     | 2:01:21.31  | 1           | 9      |
| 2       | 1      | Emerson Fittipaldi    | McLaren-Ford    | 75     | + 2.78      | 9           | 6      |
| 3       | 8      | Carlos Pace           | Brabham-Ford    | 75     | + 17.81     | 8           | 4      |
| 4       | 5      | Ronnie Peterson       | Lotus-Ford      | 75     | + 38.45     | 4           | 3      |
| 5       | 4      | Patrick Depailler     | Tyrrell-Ford    | 75     | + 40.86     | 12          | 2      |
| 6       | 2      | Jochen Mass           | McLaren-Ford    | 75     | + 42.07     | 15          | 1      |
| 7       | 3      | Jody Scheckter        | Tyrrell-Ford    | 74     | + 1 Ronde   | 7           |        |
| 8       | 6      | Jacky Ickx            | Lotus-Ford      | 74     | + 1 Ronde   | 14          |        |
| 9       | 7      | Carlos Reutemann      | Brabham-Ford    | 73     | + 2 Ronden  | 10          |        |
| NF      | 28     | Mark Donohue          | Penske-Ford     | 66     | Ongeluk     | 16          |        |
| NF      | 24     | James Hunt            | Hesketh-Ford    | 63     | Ongeluk     | 11          |        |
| NF      | 26     | Alan Jones            | Hesketh-Ford    | 61     | Wiel        | 18          |        |
| NF      | 9      | Vittorio Brambilla    | March-Ford      | 48     | Ongeluk     | 5           |        |
| NF      | 16     | Tom Pryce             | Shadow-Ford     | 39     | Ongeluk     | 2           |        |
| NF      | 11     | Clay Regazzoni        | Ferrari         | 36     | Ongeluk     | 17          |        |
| NF      | 18     | John Watson           | Surtees-Ford    | 36     | Spin        | 6           |        |
| NF      | 27     | Mario Andretti        | Parnelli-Ford   | 9      | Olielek     | 13          |        |
| NF      | 17     | Jean-Pierre Jarier    | Shadow-Ford     | 0      | Ongeluk     | 3           |        |
| NQ      | 21     | Jacques Laffite       | Williams-Ford   |        |             |             |        |
| NQ      | 20     | Arturo Merzario       | Williams-Ford   |        |             |             |        |
| NQ      | 23     | Graham Hill           | Hill-Ford       |        |             |             |        |
| NQ      | 14     | Bob Evans             | BRM             |        |             |             |        |
| NQ      | 31     | Roelof Wunderink      | Ensign-Ford     |        |             |             |        |
| NQ      | 25     | Torsten Palm          | Hesketh-Ford    |        |             |             |        |
| NQ      | 10     | Lella Lombardi        | March-Ford      |        |             |             |        |
| NQ      | 30     | Wilson Fittipaldi Jr. | Fittipaldi-Ford |        |             |             |        |

## Statistieken
| Pole-position | Niki Lauda        | Ferrari      | 1:26.40 |
| Snelste ronde | Patrick Depailler | Tyrrell-Ford | 1:28.67 |

## Noot
- Dit was het debuut van de Zweedse coureur Torsten Palm.

1929 · 1930 · 1931 · 1932 · 1933 · 1934 · 1935 · 1936 · 1937 · 1948 · 1950 · 1955 · 1956 · 1957 · 1958 · 1959 · 1960 · 1961 · 1962 · 1963 · 1964 · 1965 · 1966 · 1967 · 1968 · 1969 · 1970 · 1971 · 1972 · 1973 · 1974 · 1975 · 1976 · 1977 · 1978 · 1979 · 1980 · 1981 · 1982 · 1983 · 1984 · 1985 · 1986 · 1987 · 1988 · 1989 · 1990 · 1991 · 1992 · 1993 · 1994 · 1995 · 1996 · 1997 · 1998 · 1999 · 2000 · 2001 · 2002 · 2003 · 2004 · 2005 · 2006 · 2007 · 2008 · 2009 · 2010 · 2011 · 2012 · 2013 · 2014 · 2015 · 2016 · 2017 · 2018 · 2019 · 2020 · 2021 · 2022 · 2023 · 2024 · 2025